# Republic, Lost
Republic, Lost: How Money Corrupts Congress—and a Plan to Stop It (traducción no oficial: República perdida: de cómo el dinero corrompe al Congreso—Y un plan para detenerlo) es el sexto libro del profesor de derecho de Harvard y activista de la cultura libre; Lawrence Lessig. A diferencia de sus libros anteriores; Republic, Lost trata sobre la influencia que tiene el dinero de los grupos de poder en la política estadounidense, lo cual Lessig considera es una corrupción sistémica. Los derechos de autor y otros temas de la cultura libre sólo son abordados brevemente, a manera de ejemplos. Se argumenta que el Congreso de los Estados Unidos pasa gran parte del tiempo debatiendo asuntos de poco interés popular, en lugar de tratar con problemas como la salud pública, el calentamiento global o el déficit nacional. Por su libro, The New York Times describió a Lessig como un "jurista original y dinámico."